# Wayne Newton
Carson Wayne Newton (Norfolk (Virginia), 3 april 1942) is een Amerikaans acteur, zanger en entertainer. Hij treedt op in Las Vegas en heeft de afgelopen 40 jaar meer dan 30.000 optredens gegeven, wat hem de bijnaam Mr. Las Vegas heeft opgeleverd.

## Biografie
Newton werd geboren in Norfolk, Virginia als de zoon van Patrick Newton en Evelyn Marie Smith. Zijn vader was van Iers-Powhatanse afkomst en zijn moeder van Duits-Cherokee afkomst. Al op jonge leeftijd leerde hij gitaar en piano spelen. Nadat het gezin verhuisde naar Newark, Ohio begon hij samen met zijn oudere broer (als The Newton Brothers) op te treden op plaatselijke evenementen. Omdat Wayne zwaar aan astma leed verhuisden ze in 1952 naar Phoenix, Arizona. In 1958 werd hij ontdekt door een boekingsagent uit Las Vegas en liet hen auditie doen. Hij en zijn broer Jerry kregen een contract voor twee weken, maar bleven uiteindelijk vijf jaar en deden zes shows per dag.
Op 29 september 1962 werden de Newton broers nationaal bekend met hun optreden in het variétéprogramma The Jackie Gleason Show. De volgende twee jaar zou Wayne twaalf keer optreden in de show. Newton kreeg veel steun van andere entertainment iconen zoals Lucille Ball, Bobby Darin, Danny Thomas, George Burns en Jack Benny. Deze laatste huurde Newton zelfs in als voorprogramma voor zijn show.
Hierna kreeg hij van het Flamingo Hotel in Las Vegas een job aangeboden. Newton vroeg om hoofdact te worden en dat werd hij ook. Andere hotels waar hij heeft opgetreden in Las Vegas, zijn onder anderen de Stardust en het Tiffany theater in het Tropicana hotel waar hij in 2010 te zien was.
In 1994 deed Newton zijn 25.000ste show in Las Vegas.
Hij speelde ook een rol in de film Best of the Best 2 als een opdringere presentator.